# Campionati del mondo di atletica leggera indoor 2010 - 1500 metri piani femminili
I 1500 m si sono tenuti il 12 e il 14 marzo 2010.

## Risultati

### Batterie
Qualification: First 3 in each heat (Q) and the next 3 fastest (q) advance to the final.
| Pos | Batt. | Nome                | Nazione       | Tempo   | Note   |
| --- | ----- | ------------------- | ------------- | ------- | ------ |
| 1   | 2     | Kalkidan Gezahegne  | Etiopia       | 4:08.91 | Q      |
| 2   | 2     | Natalia Rodríguez   | Spagna        | 4:09.19 | Q      |
| 3   | 2     | Sylwia Ejdys        | Polonia       | 4:09.23 | Q      |
| 4   | 2     | Erin Donohue        | Stati Uniti   | 4:10.12 | q, PB  |
| 5   | 1     | Gelete Burka        | Etiopia       | 4:12.08 | Q      |
| DQ  | 1     | Anna Al'minova      | Russia        | 4:12.50 | Doping |
| 6   | 1     | Sarah Bowman        | Stati Uniti   | 4:12.91 | Q, PB  |
| 7   | 2     | Natallja Karėjva    | Bielorussia   | 4:12.91 | q      |
| 8   | 1     | Helen Clitheroe     | Gran Bretagna | 4:13.97 | q      |
| 9   | 1     | Fanjanteino Félix   | Francia       | 4:14.62 |        |
| 10  | 2     | Evgenija Zolotova   | Russia        | 4:15.33 |        |
| 11  | 1     | Irene Jelagat       | Kenya         | 4:15.63 | q      |
| 12  | 2     | Kelly McNeice-Reid  | Irlanda       | 4:16.26 |        |
| 13  | 2     | Charlotte Best      | Gran Bretagna | 4:16.40 |        |
| 14  | 2     | Nicole Edwards      | Canada        | 4:16.46 |        |
| 15  | 1     | Roseanne Galligan   | Irlanda       | 4:17.04 |        |
| 16  | 1     | Ulrika Johansson    | Svezia        | 4:22.94 |        |
|     | 1     | Eliane Saholinirina | Madagascar    | DNF     |        |

### Finale
| Pos | Nome               | Nazione       | Tempo   | Note   |
| --- | ------------------ | ------------- | ------- | ------ |
| 1   | Kalkidan Gezahegne | Etiopia       | 4:08.14 |        |
| 2   | Natalia Rodríguez  | Spagna        | 4:08.30 |        |
| 3   | Gelete Burka       | Etiopia       | 4:08.39 |        |
| 4   | Sylwia Ejdys       | Polonia       | 4:09.24 |        |
| 5   | Irene Jelagat      | Kenya         | 4:09.57 | PB     |
| 6   | Erin Donohue       | Stati Uniti   | 4:09.59 | PB     |
| DQ  | Anna Al'minova     | Russia        | 4:09.81 | Doping |
| 7   | Helen Clitheroe    | Gran Bretagna | 4:10.38 |        |
| 8   | Sarah Bowman       | Stati Uniti   | 4:10.72 | PB     |
| 9   | Natallja Karėjva   | Bielorussia   | 4:12.76 |        |